# Dicranoloma brevifolium
Dicranoloma brevifolium är en bladmossart som beskrevs av Edwin Bunting Bartram 1933. Dicranoloma brevifolium ingår i släktet Dicranoloma och familjen Dicranaceae. Inga underarter finns listade i Catalogue of Life.